# Controvérsias sobre a Copa do Mundo de Futebol Feminino de 2023
Houve várias controvérsias relacionadas à Copa do Mundo de Futebol Feminino de 2023; tais questões têm visto predominantemente figuras dentro do futebol feminino respondendo negativamente às decisões tomadas pela Federação Internacional de Futebol (FIFA), o órgão máximo da modalidade, bem como jogadoras de várias nações tomando medidas coletivas contra suas associações nacionais de futebol. As preocupações foram particularmente levantadas quanto decisões que colidissem com os direitos LGBT+, algo que a FIFA reconheceu que as jogadoras de futebol são atuantes, bem como com o bem-estar e o pagamento das jogadoras. Houve também outros problemas específicos relacionados a direitos de transmissão, condutas sexuais, imitações de tradições maoris, entre outros.

### Venda dos direitos de transmissão
Depois que Infantino disse que ofertas comparativamente baixas de direitos de transmissão para o torneio dos "cinco grandes" países eram um insulto a "todas as mulheres em todo o mundo" e que a FIFA tinha uma "obrigação moral e legal" de exigir mais dinheiro, ele e a FIFA foram confrontados com críticas por causarem o problema e, em seguida, dar palestras sobre ele. O ex-membro do Conselho da FIFA, Moya Dodd, disse que a FIFA não tinha lugar para dizer que os direitos de transmissão da Copa do Mundo Feminina valiam mais quando os direitos já haviam sido agrupados com a Copa do Mundo masculina, mas os valores combinados da oferta foram atribuídos pela FIFA inteiramente para o torneio masculino e distribuído inteiramente dentro do jogo masculino.
Ricardo Fort, que já trabalhou com parceiros de patrocínio, também disse que o valor da oferta não era o problema e citou como a FIFA distribuiu essa receita como a causa principal; ele disse que os parceiros há muito pedem à FIFA para separar os direitos e também para separar a receita 50-50 entre os jogos masculinos e femininos. Dodd disse que a FIFA deveria revisar seus acordos agrupados e atribuir uma proporção justa ao futebol feminino, em vez de chantagear as emissoras. A jornalista de futebol feminino, Suzanne Wrack, observou em uma coluna para o The Guardian que os pedidos da FIFA vieram durante um período de dificuldades econômicas para as emissoras, pois elas tiveram que cortar serviços e salários, e que a FIFA subestimou consistentemente todos os aspectos do torneio feminino ao longo de sua existência, como em merchandising e branding.
Dave Roberts, que trabalhou com a emissora interna de streaming FIFA +, estava entre as figuras que sugeriram que a FIFA criou o problema para que eles pudessem transmitir exclusivamente o torneio nos próprios países "cinco grandes", com "potencial para parcerias digitais estratégicas". Glen Killane, diretor executivo da Eurovision Sport, que detém os direitos de transmissão do torneio em muitos mercados europeus, culpou a FIFA por não estabelecer um diálogo com as emissoras sobre a direção planejada de crescimento do futebol feminino. A ex-jogadora Rebecca Sowden concordou, dizendo que a FIFA restringir a transmissão nos maiores mercados seria pior para o futebol feminino, pois atrapalha o ecossistema de torcedores, e que sem a FIFA trabalhando para demonstrar interesse no futebol feminino o tempo todo, as emissoras europeias deveriam ser cuidado com a exposição limitada e fusos horários fora do horário de pico.
A FIFA havia originalmente licitado os direitos de transmissão em junho e julho de 2022 e não havia expressado insatisfação com essas licitações até maio de 2023, quase um ano depois e pouco antes do início do torneio. A Ofcom (Gabinete de Comunicação da Inglaterra) escreveu que a aquisição tardia dos direitos não foi culpa das emissoras.

### Processo de qualificação
O processo de qualificação da UEFA para a Copa do Mundo Feminina não incluiu rodadas preliminares e, como tal, cada grupo continha times de nível superior e inferior. Devido ao saldo de gols ser usado como desempate, as nações seriam encorajadas a aumentar o placar ao enfrentar um adversário mais fraco; em novembro de 2021, a Bélgica derrotou a Armênia por 19–0 e a Inglaterra derrotou a Letônia por 20–0, esta última fortemente criticada devido ao alto ranking global da Inglaterra. Pessoas dos campos da Inglaterra e da Letônia disseram que o processo de qualificação foi muito desigual, não representando um desafio para times mais fortes e servindo para desmotivar os mais fracos. Posteriormente, a UEFA mudou para o formato da Liga das Nações Femininas como eliminatórias para futuros grandes torneios, com nações para competir contra outras de nível semelhante e capazes de subir e descer no agrupamento com base no desempenho.
Todas as outras confederações usaram seu torneio continental como eliminatórias para a Copa do Mundo Feminina, que o sindicato global de jogadores FIFPRO (Federação Internacional dos Jogadores Profissionais de Futebol) criticou, dizendo que deveriam ser realizados separadamente para melhorar a participação. Destacou especialmente a CONMEBOL por usar a Copa América como qualificação para três torneios internacionais.

### Elegibilidade de jogadoras da Zâmbia
Antes da Copa das Nações Africanas Feminina de 2022 (WAFCON), que também serviu como competição de qualificação para a Copa do Mundo Feminina da Confederação Africana de Futebol (CAF), a CAF solicitou às associações membros participantes que realizassem testes de verificação de sexo (ou "elegibilidade de gênero") em todas as suas jogadoras, apesar de a FIFA só exigir tais testes se forem levantadas preocupações sobre indivíduos. Quatro jogadoras da Zâmbia foram descartadas por não passarem no teste administrado pela Associação de Futebol da Zâmbia (FAZ), sendo o mais destacado deles o da capitã Barbra Banda. O FAZ ofereceu as jogadoras medicamentos hormonais, mas todas elas recusaram devido à audição de efeitos colaterais no caso de Caster Semenya; Banda já tomava medicação supressora de testosterona, mas não havia reduzido suficientemente seus níveis no momento em que o FAZ administrou o teste. Com os adeptos da Banda descontentes com o facto de o favorito dos adeptos não poder competir, a FAZ e a CAF culparam-se mutuamente: a CAF disse que a FAZ simplesmente não tinha nomeado os quatro jogadores para o seu plantel, com a FAZ a argumentar que não fazê-lo porque esperavam que a CAF os banisse. A FAZ interpôs recurso contra a CAF para os testes; a resposta da CAF foi brusca e manteve o mesmo argumento. Embora Banda e as outras jogadoras não pudessem se envolver no WAFCON, elas puderam participar da Copa do Mundo Feminina.

### Condições de qualificação
A série classificatória para o Mundial Feminino foi criticada pela FIFPRO em relatório publicado em junho de 2023 que avaliou as diferentes competições. Ele disse que as jogadoras foram colocadas em risco por uma variedade de fatores, descrevendo muitas das condições como não pertencentes à elite, e destacou especificamente que 70% das jogadoras não haviam recebido um eletrocardiograma - um tipo de exame de saúde do coração considerado rotineiro no futebol masculino. – antes das competições continentais e 54% não tiveram nenhum tipo de exame médico pré-torneio. Entre as respostas abertas, muitas jogadoras pesquisadas indicaram que estavam preocupadas com a carga mental.

### Acusações de má conduta sexual
Em setembro de 2022, a Associação de Futebol da Zâmbia (ZAZ) anunciou que havia encaminhado as acusações de má conduta sexual feitas contra Bruce Mwape, técnico principal de sua seleção feminina, à polícia e à FIFA para investigação. Em julho de 2023, vários depoimentos foram publicados, e uma fonte próxima as jogadoras revelou que elas estavam recebendo ameaças dizendo que seriam punidas por se manifestarem; a fonte também disse que FAZ continuou a empregar Mwape porque a equipe estava tendo um bom desempenho.
O presidente da Federação Haitiana de Futebol (FHF), Yves Jean-Bart, foi banido do futebol em 2020 depois que uma investigação da FIFA determinou que ele havia abusado de sua posição para assediar e abusar sexualmente de "várias jogadoras, incluindo menores". No entanto, essa proibição foi anulada no início de 2023 pelo CAS. Em julho de 2023, a FIFA apelou da decisão, mas foi rejeitada pelo CAS, que foi criticado pela Human Rights Watch (HRW), principalmente por não oferecer proteção de identidade às testemunhas e, assim, desencorajá-las de testemunhar. A HRW também criticou a FIFA "por não garantir que as práticas de redução de danos estivessem em vigor".

### Vídeo de canto da Irlanda
Ao vencer uma partida contra a Escócia, que viu a República da Irlanda se classificar para a Copa do Mundo, muitas jogadoras irlandesas cantaram "Ooh, ahh, up the Ra", um canto que se origina de uma canção do futebol escocês e que glorifica a guerrilha do Exército Republicano Irlandês. Um vídeo disso foi enviado para a mídia social por uma das jogadoras e recebeu críticas.
Houve críticas específicas do povo de Birmingham; vários times da Irlanda jogam pelo Birmingham City, e foi o local dos atentados a bomba em um pub de Birmingham em 1974. A polícia da Escócia investigou o incidente e a Associação de Futebol Feminino da Irlanda (FAI Feminina) foi multada em € 20.000 pela UEFA por violar as regras de decência; a equipe pediu desculpas e disse que havia falado com as jogadoras, com o Birmingham City também disciplinando as jogadoras.

### Imitações de haka
As contas oficiais de mídia social de duas associações de futebol, a Real Federação Espanhola de Futebol (RFEF) e a Real Associação Neerlandesa de Futebol (KNVB), enviaram vídeos de seus campos de treinamento na Nova Zelândia, cada um apresentando clipes de jogadoras parecendo imitar o haka, especificamente o Ka Mate frequentemente realizado pela equipe masculina de rúgbi da Nova Zelândia (All Blacks). Haka são danças rituais Māori e, embora tenham associações com esportes na Nova Zelândia, é controverso que pessoas não-Māori executem haka, mesmo quando o fazem corretamente, se não tiverem permissão. Os vídeos das jogadoras espanholas e holandesas as mostravam "tentando" o haka e depois rindo; Elas não responderam às perguntas sobre o vídeo, mas a capitã espanhola pediu desculpas aos anciãos tribais antes do torneio em nome das jogadoras. O KNVB também retirou seu vídeo posteriormente, dizendo que não havia nenhuma referência ao haka e que o vídeo mostrava jogadoras fazendo "um exercício focado em canalizar sua força interior". Dias depois, uma das jogadoras holandesas postou um pedido de desculpas por sua participação no vídeo, dizendo que não houve desrespeito. A FIFA respondeu às perguntas sobre os vídeos dizendo que não comentaria; eles já haviam enviado comunicados para equipes sobre respeito cultural enquanto estavam na Austrália e na Nova Zelândia.

### Vídeo da Austrália
No dia 17 de julho de 2023, as jogadoras da co-anfitriã Austrália, apoiadas pela Federação de Futebol da Austrália, publicaram um vídeo criticando a FIFA pelo prêmio em dinheiro do torneio continuar sendo várias vezes menor que o da competição masculina. Elas também observaram a evolução positiva em seu próprio pagamento desde o estabelecimento de um acordo coletivo de trabalho em 2019, criticando outras associações nacionais por não negociarem com as jogadoras sobre o pagamento.

### Patrocínio do turismo da Arábia Saudita
Em 1º de fevereiro de 2023, foi noticiado que a "Visit Saudi", o conselho de turismo da Arábia Saudita, seria um dos principais patrocinadores do torneio. A FIFA buscou o patrocínio sem consultar a Federação de Futebol da Austrália ou a New Zealand Football, as associações de futebol anfitriãs. Logo após o anúncio, o Comitê Organizador da Copa pediu à FIFA esclarecimentos sobre o patrocínio e como funcionaria a parceria. A HRW disse que a decisão mostrou desrespeito à forma como a Arábia Saudita trata as mulheres, com a decisão chamada de lavagem esportiva por campanhas de direitos humanos. Outra grande preocupação era a mensagem confusa da parceria, já que muitas jogadoras na Copa do Mundo, como membros da comunidade LGBTQIAP+, não poderiam visitar a Arábia Saudita sem medo de serem processadas. Jogadoras e treinadoras, incluindo Alex Morgan, Emma Hayes, Becky Sauerbrunn e Megan Rapinoe, denunciaram publicamente o acordo e instaram a FIFA a não fazer parceria com o Visit Saudi. Em março de 2023, a Federação de Futebol da Austrália e a New Zealand Football se opuseram publicamente ao potencial patrocínio; no final do mês, a FIFA anunciou que desistiria do acordo de patrocínio.

### Braçadeira OneLove
Após a condenação da FIFA no mundo ocidental por proibir a braçadeira de arco-íris OneLove na Copa do Mundo Masculina em 2022, a FIFA concordou em discutir os capitães usando a braçadeira antes da Copa do Mundo Feminina para "ter uma solução" antes do início do torneio. Em maio de 2023, duas executivas de alto escalão da FIFA, Fatma Samoura e Sarai Bareman, anunciaram à mídia que as discussões haviam começado, incluindo consultas com seleções nacionais e suas capitãs. Em 30 de junho de 2023, a FIFA anunciou que as braçadeiras de arco-íris OneLove e Stonewall seriam banidas do torneio, com os mesmos regulamentos da Copa do Mundo Masculina. Em vez disso, eles forneceram oito opções de braçadeiras: sete lembravam as braçadeiras de inclusão da Copa do Mundo Masculina, com a outra braçadeira, que traz o slogan "Unidos pela Inclusão", apresentando um logotipo de coração com as mesmas cores e significado da braçadeira OneLove. A FIFA disse que depois de "conversações abertas com as partes interessadas" eles decidiram usar as braçadeiras alternativas, com os slogans sendo produto de consultas com as equipes participantes e as Nações Unidas. Como a braçadeira OneLove, a braçadeira Unite for Inclusion intencionalmente não usa as cores da bandeira arco-íris. O Telegraph debateu se deveria considerar a braçadeira parecida com um "compromisso significativo" ou não, já que os regulamentos da braçadeira da FIFA eram tão restritivos de qualquer maneira e as jogadoras ainda seriam sancionadas por usar a braçadeira OneLove.
Antes do anúncio das braçadeiras permitidas em 30 de junho de 2023, a FIFA enviou uma carta a todas as nações participantes com as regras da braçadeira, com a intenção de evitar o rompimento de relações ocorrido na Copa do Mundo Masculina, quando a FIFA se recusou a comunicar e proibiu o OneLove braçadeira apenas horas antes das partidas serem disputadas. Johnson, que participou das discussões, reconheceu que a FIFA fez progressos desde Catar 2022, mas disse que as opções de braçadeira da FIFA "não foram tão longe" quanto os representantes queriam ou esperavam.

### Tiroteio em Auckland
Em 20 de julho de 2023, faltando menos de algumas horas para a cerimônia de abertura e o início do jogo entre Nova Zelândia e Noruega, um homem de 24 anos com tornozeleira eletrônica orquestrou um tiroteio na Quay Street, uma das principais vias da cidade e que fica próximo de uma das FIFA Fun Fest em Auckland e do estádio Eden Park. Ao todo, três pessoas morreram e entre uma delas, o próprio atirador. Apesar da tragédia, a FIFA informou que manteve a partida agendada e as apresentações que marcam o início da Copa.